# Las Navas
Las Navas ist eine philippinische Stadtgemeinde in der Provinz Northern Samar auf der Insel Samar. Sie hat 37.947 Einwohner (Zensus 1. August 2015), die in 53 Barangays leben. Die Gemeinde wird als teilweise urban beschrieben und gehört zur ersten Einkommensklasse der Gemeinden auf den Philippinen. Ihre Nachbargemeinden sind Catubig im Norden, Silvino Lobos im Westen, Jipapad in der Provinz Eastern Samar im Osten und Matuguinao und San Jose De Buan in der Provinz Samar im Süden. Las Navas liegt ca. 43 südöstlich der Provinzhauptstadt Catarman. Die Gemeinde liegt im Wassereinzugsgebiet des Catubig-Rivers. 

## Baranggays
| - Balugo - Bugay - Bugtosan - Bukid - Bulao - Caputoan - Catoto-ogan - Cuenco - Dapdap - Del Pilar - Dolores - Epaw - Geguinta - Geracdo (F. Robis) - Guyo - H. Jolejole District (Pob.) - Hangi - Imelda | - L. Empon - Lakandula - Lumala-og - Lourdes - Mabini - Macarthur - Magsaysay - Matelarag - Osmeña - Paco - Palanas - Perez - Poponton - Quezon - Quirino - Quirino District (Pob.) - Rebong - Rizal | - Roxas - Rufino - Sag-od - San Andres - San Antonio - San Fernando - San Francisco - San Isidro - San Jorge - San Jose - San Miguel - Santo Tomas - Tagab-Iran - Tagan-ayan - Taylor - Victory - H. Jolejole |